# (9954) Brachiosaurus
(9954) Brachiosaurus (1991 GX7) – planetoida z grupy pasa głównego asteroid okrążająca Słońce w ciągu 4,58 lat w średniej odległości 2,76 j.a. Odkryta 8 kwietnia 1991 roku.